# Cratere Gad
Gad è un cratere sulla superficie di Ganimede.